# L'Œil de la Nuit
L'Œil de la Nuit est une série de bande dessinée écrite par Serge Lehman et dessinée par Gess. Elle met en scène les aventures du Nyctalope – renommé l'Œil de la Nuit car les auteurs n'ont pas pu obtenir les droits – un héros français du début du XXe siècle.
La série est éditée depuis janvier 2015 par les Éditions Delcourt et compte trois tomes.

## Auteurs
- Scénariste : Serge Lehman
- Dessinateur : Gess
- Couleur : Delf
- Couverture : Benjamin Carré

## Synopsis
Au début du XXe siècle, Théo Sinclair est un jeune aristocrate parisien de santé fragile, qui se passionne pour les sciences. Cependant, sa vie se retrouve bouleversée par un accident qui le transforme en surhomme. Grâce à sa nyctalopie acquise, il devient alors l'Œil de la Nuit, le célèbre explorateur aux aventures incroyables.

## Personnages
- Théo Sinclair. L'Œil de la Nuit. Jeune aristocrate parisien, qui à la suite d'un accident, acquiert la capacité de voir en pleine nuit.
- La Forge. Feuilletoniste de son métier, il est également l'ami de Théo Sinclair qu'il suit dans ses aventures.
- Marco. Majordome de Théo Sinclair, il accompagne son patron dans ses aventures.

## Autour de l'œuvre
Serge Lehman reconnaît son admiration pour l'imagination littéraire de Jean de La Hire, un feuilletoniste du début du XXe siècle qui popularise la science-fiction française. Il souhaite ainsi faire renaître son monde en y faisant un gigantesque cross-over de toute la science-fiction de l'époque.
C'est la raison pour laquelle il écrit en 2009 La Brigade chimérique, déjà dessiné par Gess, dans lequel il rend hommage à tous les grands héros du début XXe siècle. Le personnage du Nyctalope y apparaît déjà, âgé d'une cinquantaine d'années.
Lehman décide alors de raconter les toutes premières aventures du Nyctalope. En narrant la jeunesse flamboyante du héros, cette série laisse entrevoir sa future déchéance rapportée dans La Brigade chimérique à la veille de la Seconde Guerre mondiale. Lehman écrit les deux premiers tomes de L'Œil de la Nuit en s'inspirant de trois romans de La Hire pour raconter la genèse du personnage.
Cependant, après des discussions avec les ayants droit pour l'utilisation du nom du Nyctalope qui échouent, la parution est repoussée d'une année et sort sous le nom de L'Œil de la Nuit. Tome 1. Ami du Mystère. Les noms des personnages sont également remplacés : Léo Saint-Clair devient Théo Sinclair, le romancier La Hire, qu'il met en scène dans la bande-dessinée, prend le nom de La Forge.
Par ailleurs, n'étant pas parvenu à obtenir l'autorisation des ayants droit, Serge Lehman annonce son intention de s'affranchir de la chronologie des romans de La Hire pour explorer d'autres directions dès le tome 3 avec une histoire inédite Le Druide noir.
Alors qu'aucun dessinateur ayant illustré les romans de Jean de La Hire — que ce soit Gontran Ronsan, Gino Starace ou encore Henry Fournier — ne s'est essayé à représenter la nyctalopie du héros, les auteurs de L'Œil de la Nuit ont tenté de la retranscrire en bande dessinée en représentant cette formidable vision sous des teintes verdâtres.

## Publications
- Tome 1 : Ami du mystère (Éditions Delcourt, janvier 2015)
- Tome 2 : Les grandes profondeurs (Éditions Delcourt, mai 2015)
- Tome 3 : Le druide noir (Éditions Delcourt, janvier 2016)

## Œuvres reliées à l'univers deL'Œil de la Nuit
Scénario de Serge Lehman.
- La Brigade chimérique, dessin de Gess (L'Atalante, 2009-2010)
- Masqué, dessin de Stéphane Créty, 4 tomes (Delcourt, 2012-2013)
- L'Homme truqué, dessin de Gess (L'Atalante, 2013)
- Metropolis, dessin de De Caneva (Delcourt, 2014-2017)
- La Brigade chimérique - Ultime Renaissance, dessin de De Caneva (Delcourt, 2022)